# Confederados

Popularne współcześnie błędne wyobrażenie „flagi konfederacji”

Confederados (Konfederaci) – grupa etniczna w Brazylii licząca ok. 10–20 tys. ludzi, wywodząca się z mieszkańców byłych Skonfederowanych Stanów Ameryki, którzy po przegranej wojnie secesyjnej opuścili swe rodzinne strony, by osiedlić się w brazylijskim stanie São Paulo.